# Madea's Witness Protection
Madea's Witness Protection is een Amerikaanse komediefilm uit 2012 geregisseerd door Tyler Perry. Het is de zevende film waarin Perry het personage Madea speelt. De film was genomineerd voor vijf Razzies waaronder slechtste actrice, slechtste regisseur (allebei voor Perry), slechtste filmduo, slechtste filmcast en slechtse sequel of remake  maar won er geen.

## Rolverdeling
- Tyler Perry - Mabel "Madea" Simmons, Brian Simmons en Uncle Joe Simmons
- Eugene Levy - George Needleman
- Denise Richards - Kate Needleman
- Romeo Miller - Jake Nelson
- Doris Roberts - Barbara Needleman
- Danielle Campbell - Cindy Needleman
- Devan Leos - Howie Needleman
- John Amos - Pastor Nelson
- Marla Gibbs - Hattie
- Tom Arnold - Walter